# 迪拉克 (夏朗德省)
迪拉克（法語：Dirac，法語發音：[diʁak] ⓘ）是法国夏朗德省的一个市镇，属于昂古莱姆区。

## 地理
迪拉克（45°36'15"N, 0°14'54"E）面积29.29 平方千米，位于法国新阿基坦大区夏朗德省，该省份为法国西部内陆省份，北起德塞夫勒省和维埃纳省，东临上维埃纳省，东南至多尔多涅省，南至多爾多涅省，西接滨海夏朗德省。
与迪拉克接壤的市镇（或旧市镇、城区）包括：昂古莱姆、迪尼亚克、加拉、皮穆瓦延、塞尔、苏瓦约、托尔萨克。

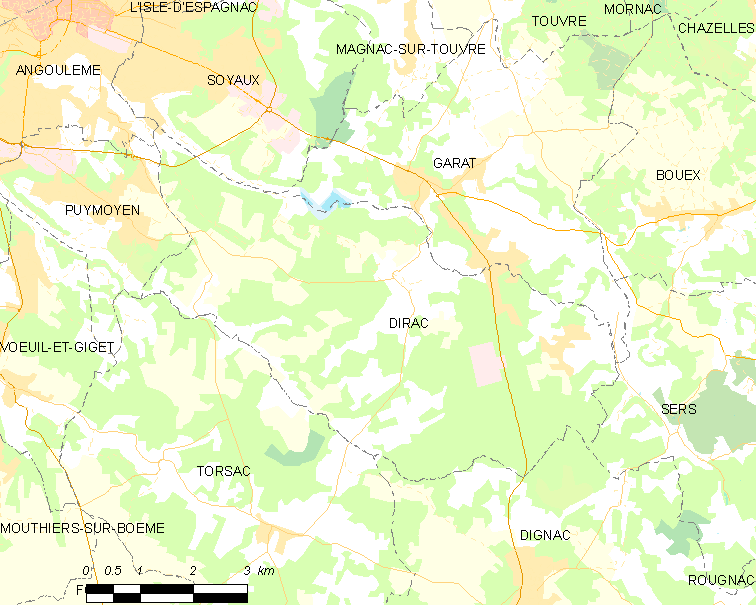
的OSM定位图

迪拉克的时区为UTC+01:00、UTC+02:00（夏令时）。

## 行政
迪拉克的邮政编码为16410，INSEE市镇编码为16120。

## 政治
迪拉克所属的省级选区为博埃姆-埃谢勒县。

## 人口

1962-2008年间人口变化图示

迪拉克于2022年1月1日时的人口数量为1509人。